# Diamond Cut
A Diamond Cut Bonnie Tyler harmadik nagylemeze az RCA kiadó gondozásában. Előző két albumának sikerét ugyan nem szárnyalta túl, mégis több toplistás dalt is tartalmaz.

## Az albumról
Az 1979-ben megjelent album mérsékeltebb sikert aratott, mint elődjei, de így is felkerült több ország toplistájára. Legsikeresebb dala a My Guns Are Loaded, amely Franciaországban aranylemez lett. A lemezre felkerült egy Tom Petty feldolgozás is, a Louisiana Rain. A kiadvány csak bakelitlemezen és kazettán került forgalomba az RCA kiadó gondozásában. A lemez a világ minden táján forgalomba került. Dél-Amerikában (Argentína, Uruguay, Mexikó, Venezuela, Peru) Diamante Tallado címmel. A németországi és a brit kiadásokhoz egy különálló, poszter is tartozott, míg a jugoszláv kiadás egy szétnyitható tokban került forgalomba, amelynek a belső oldalán volt egy nagy kép. A csehszlovák kiadás tér el a leginkább az eredeti kiadástól. Ez 1981-ben jelent meg és 12 dalt tartalmazott de csak 4-et az eredeti lemezről. A többi 8 dal a korábbi albumokról került fel. Ilyen többek között az 1977-es It's a Hearatche és a Heaven című dalok de felkerült még a Here Am I egy másik, csak ezen a lemezen hallható változata is. A csehszlovák kiadáshoz poszter nem tartozott de a borító hátsó felén egy cseh nyelvű életrajz kapott helyet. 
1991-ben a Castle kiadó jelentette meg elsőként CD formátumban is, azonban egy teljesen új, az eredeti bakelitlemeztől eltérő borítóval. 2010 február 15-én a brit Cherry Music egy felújított hangzással és két bónusz dallal adta ki. Az egyik bónusz felvétel az 1979-es amerikai Married Man című film főcímdala valamint a My Guns Are Loaded című dalának európai kislemez verziója. A kiadványhoz egy fényképekkel gazdagon illusztrált életrajz és dalszöveg is tartozik.

## Dalok, kiadások
- Világkiadás (1979)
- formátum:LP, audiokazetta, CD 1991-ben

| #  | Dalcím                       | Zeneszerző                 | Producer                    | Hossz |
| -- | ---------------------------- | -------------------------- | --------------------------- | ----- |
| A1 | If You Ever Need Me Again    | Ronnie Scott / Steve Wolfe | Ronnie Scott / Steve Wolfe  | 3:30  |
| A2 | Too Good To Last             | Ronnie Scott / Steve Wolfe | Ronnie Scott / Steve Wolfe  | 3:42  |
| A3 | What A Way To Treat My Heart | Ronnie Scott / Steve Wolfe | Ronnie Scott / Steve Wolfe  | 3:33  |
| A4 | The Eyes Of A Fool           | Ronnie Scott / Steve Wolfe | Ronnie Scott / Steve Wolfe  | 3:16  |
| A5 | Bye Bye Now My Sweet Love    | Alan Traney                | Ronnie Scott / Steve Wolfe] | 3:00  |
| B1 | Louisiana Rain               | Tom Petty                  | Ronnie Scott / Steve Wolfe  | 4:22  |
| B2 | Baby I Just Love You         | Ronnie Scott / Steve Wolfe | Ronnie Scott / Steve Wolfe  | 3:04  |
| B3 | Words Can Change Your Life   | Ronnie Scott / Steve Wolfe | Ronnie Scott / Steve Wolfe  | 3:40  |
| B4 | My Guns Are Loaded           | Ronnie Scott / Steve Wolfe | Ronnie Scott / Steve Wolfe  | 3:42  |
| B5 | I'm A Fool                   | Ronnie Scott / Steve Wolfe | Ronnie Scott / Steve Wolfe  | 3:16  |

- Csehszlovák kiadás (1981)
- formátum: LP

| #  | Dalcím                                  | Zeneszerző                 | Producer                    | Hossz |
| -- | --------------------------------------- | -------------------------- | --------------------------- | ----- |
| A1 | It’s a Heartache                        | Ronnie Scott / Steve Wolfe | Ronnie Scott / Steve Wolfe  | 3:30  |
| A2 | Heaven                                  | Ronnie Scott / Steve Wolfe | Ronnie Scott / Steve Wolfe  | 3:04  |
| A3 | What A Way To Treat My Heart            | Ronnie Scott / Steve Wolfe | Ronnie Scott / Steve Wolfe  | 3:33  |
| A4 | Louisiana Rain                          | Tom Petty                  | Ronnie Scott / Steve Wolfe  | 4:29  |
| A5 | My Guns Are Loaded                      | Ronnie Scott / Steve Wolfe | Ronnie Scott / Steve Wolfe] | 3:45  |
| A6 | I Believe in Your Sweet Love            | Ronnie Scott / Steve Wolfe | Ronnie Scott / Steve Wolfe  | 4:16  |
| B1 | Living for the City                     | Stevie Wonder              | Ronnie Scott / Steve Wolfe  | 3:45  |
| B2 | Too Good to Last                        | Ronnie Scott / Steve Wolfe | Ronnie Scott / Steve Wolfe  | 3:40  |
| B3 | Here Am I                               | Ronnie Scott / Steve Wolfe | Ronnie Scott / Steve Wolfe  | 3:55  |
| B4 | Baby Goodnight                          | M. Haron                   | Ronnie Scott / Steve Wolfe  | 3:35  |
| B5 | (You Make Me Feel Like) A Natural Woman | Goffin / King              | Ronnie Scott / Steve Wolfe  | 3:16  |
| B6 | Come On Give me Loving                  | Ronnie Scott / Steve Wolfe | Ronnie Scott / Steve Wolfe  | 3:55  |

- Remastered kiadás (UK)(2010)
- formátum: CD digitálisan felújított hangzással

| #  | Dalcím                                                   | Zeneszerző                 | Producer                    | Hossz |
| -- | -------------------------------------------------------- | -------------------------- | --------------------------- | ----- |
| 1  | If You Ever Need Me Again                                | Ronnie Scott / Steve Wolfe | Ronnie Scott / Steve Wolfe  | 3:30  |
| 2  | Too Good To Last                                         | Ronnie Scott / Steve Wolfe | Ronnie Scott / Steve Wolfe  | 3:42  |
| 3  | What A Way To Treat My Heart                             | Ronnie Scott / Steve Wolfe | Ronnie Scott / Steve Wolfe  | 3:33  |
| 4  | The Eyes Of A Fool                                       | Ronnie Scott / Steve Wolfe | Ronnie Scott / Steve Wolfe  | 3:16  |
| 5  | Bye Bye Now My Sweet Love                                | Alan Traney                | Ronnie Scott / Steve Wolfe] | 3:00  |
| 6  | Louisiana Rain                                           | Tom Petty                  | Ronnie Scott / Steve Wolfe  | 4:22  |
| 7  | Baby I Just Love You                                     | Ronnie Scott / Steve Wolfe | Ronnie Scott / Steve Wolfe  | 3:04  |
| 8  | Words Can Change Your Life                               | Ronnie Scott / Steve Wolfe | Ronnie Scott / Steve Wolfe  | 3:40  |
| 9  | My Guns Are Loaded                                       | Ronnie Scott / Steve Wolfe | Ronnie Scott / Steve Wolfe  | 3:42  |
| 10 | I'm A Fool                                               | Ronnie Scott / Steve Wolfe | Ronnie Scott / Steve Wolfe  | 3:16  |
| 11 | (The World is Full of) Married Man (Bonus Track)         | Ronnie Scott / Steve Wolfe | Ronnie Scott / Steve Wolfe  | 3:50  |
| 12 | My Guns Are Loaded (European Single Version) Bonus Track | Ronnie Scott / Steve Wolfe | Ronnie Scott / Steve Wolfe  | 3:42  |

## Kislemezek
Too Good to Last (12" kislemez)
| #   | Dalcím           | Zeneszerző                 | Producer                   | Hossz |
| --- | ---------------- | -------------------------- | -------------------------- | ----- |
| A/1 | Too Good To Last | Ronnie Scott / Steve Wolfe | Ronnie Scott / Steve Wolfe | 5:08  |
| B/1 | Louisiana Rain   | Ronnie Scott / Steve Wolfe | Ronnie Scott / Steve Wolfe | 3:15  |

My Guns Are Loaded (7" kislemez)
| #   | Dalcím               | Zeneszerző                 | Producer                   | Hossz |
| --- | -------------------- | -------------------------- | -------------------------- | ----- |
| A/1 | My Guns Are Loaded   | Ronnie Scott / Steve Wolfe | Ronnie Scott / Steve Wolfe | 5:08  |
| B/1 | Baby I Just Love You | Ronnie Scott / Steve Wolfe | Ronnie Scott / Steve Wolfe | 3:15  |

What a Way to Treat My Heart (7" kislemez)
| #   | Dalcím                       | Zeneszerző                 | Producer                   | Hossz |
| --- | ---------------------------- | -------------------------- | -------------------------- | ----- |
| A/1 | What A Way To Treat My Heart | Ronnie Scott / Steve Wolfe | Ronnie Scott / Steve Wolfe | 5:08  |
| B/1 | My Guns Are Loaded           | Ronnie Scott / Steve Wolfe | Ronnie Scott / Steve Wolfe | 3:15  |

I Believe in Your Sweet Love (7" kislemez)
| #   | Dalcím                       | Zeneszerző                 | Producer                   | Hossz |
| --- | ---------------------------- | -------------------------- | -------------------------- | ----- |
| A/1 | I Believe In Your Sweet Love | Ronnie Scott / Steve Wolfe | Ronnie Scott / Steve Wolfe | 5:08  |
| B/1 | Come On, Give Me Loving      | Ronnie Scott / Steve Wolfe | Ronnie Scott / Steve Wolfe | 3:15  |

## Helyezések
| Diamond Cut | Legfelső helyezés |
| ----------- | ----------------- |
| Norvégia    | 14                |
| Svédország  | 14                |
| USA Country | 42                |
| USA POP     | 145               |

| My Guns Are Loaded         | Legfelső helyezés |
| -------------------------- | ----------------- |
| Francia eladási lista      | 3                 |
| Francia eladási + rádiós   | 12                |
| USA Country                | 86                |
| USA Bubbling Under Hot 100 | 107               |